# George Noakes
George Noakes (* 13. September 1924 in Bwlch-llan, Cardiganshire; † 14. Juli 2008 in Carmarthen, Carmarthenshire) war ein anglikanischer Bischof und Primas der Church in Wales.
Noakes wurde September 1924 in Bwlch-llan in Cardiganshire geboren. Er wuchs in einer zweisprachigen Familie auf, was zu dieser Zeit ungewöhnlich war. Sein Vater stammte aus South Pembrokeshire und sprach Englisch, während seine Mutter tief in der walisischsprachigen Gemeinde verwurzelt war. Diese Bilingualität sollte ihm in seinem späteren Leben noch von großem Nutzen sein.
Nach Beendigung seiner Schulausbildung, als sich der Zweite Weltkrieg dem Ende zuneigte, trat Noakes der Royal Air Force bei und wurde, nach seiner Ausbildung in Kanada, während der letzten Monate des Zweiten Weltkriegs Teil des fliegenden Personals der Royal Air Force. Nach Ende der Kampfhandlungen verließ Noakes die Royal Air Force und ging an das University College Wales in Aberystwyth, wo er Philosophie studierte. Nach seiner Graduation bereitete er sich in Wycliffe Hall, Oxford auf seine Priesterweihe vor. Noakes war für sechs Jahre, von 1950 bis 1956, Kurat in Lampeter, wurde dann von 1956 bis 1959 Vikar in Eglwyswrw in Pembrokeshire, und kehrte im Anschluss nach Cardiganshire zurück, wo er von 1959 bis 1967 Vikar von Tregaron wurde. 
Im Jahr 1967 wurde Noakes Vikar der Eglwys Dewi Sant, einer walisischsprachigen Kirche in Cardiff. Daneben betreute er als Kaplan die walisischsprachigen Häftlinge des Cardiffer Gefängnisses. Nach 9 Jahren als Vikar der Eglwys Dewi Sant kehrte er 1976 in das Bistum St Davids, in dem er aufgewachsen war, zurück und wurde von 1976 bis 1979 Rektor von Aberystwyth, von 1977 bis 1979 Kanoniker der Kathedrale von St Davids und schließlich von 1979 bis 1982 Erzdiakon von Cardigan. Daneben fungierte er von 1980 bis 1982 als Vikar von Llanychaearn.
Im Jahr 1981 wurde er zum Bischof von St Davids gewählt und erhielt seine Bischofsweihe 1982. Im Jahr 1987 erfolgte dann seine Wahl zum Erzbischof von Wales. Aufgrund der hohen Belastung durch seine beiden Bischofsämter und eines Herzinfarktes trat Noakes 1991 als Erzbischof zurück. Bischof von St Davids blieb er bis 1995.
Noakes war Mitglied der Gorsedd of Bards und erhielt 1989 die Ehrendoktorwürde von der University of Wales. Noakes war seit 1957 verheiratet.